# تونی اتکینز
تونی گیل اتکینز (Toni Gayle Atkins) (زادهٔ ۱ اوت ۱۹۶۲)، سیاستمدار اهل ایالات متحده است که از ۲۰۱۸ میلادی تا حالا به عنوان ۵۱امین رئیس موقت مجلس سنای ایالت کالیفرنیا خدمت می‌نماید. او که عضو حزب دموکرات است، پیش از آن از ۲۰۱۴ تا ۲۰۱۶ میلادی به عنوان ۶۹امین رئیس مجلس نمایندگان ایالت کالیفرنیا خدمت نمود. وی از ۲۰۱۶ میلادی به این سو از حوزه انتخابیه ۳۹ام سنا که متشکل از یک بخش اعظم سن دیگو است، نمایندگی می‌کند.
پس از انتخاب به عنوان رئیس مجلس نمایندگان کالیفرنیا، وی سومین زن و نخستین زن همجنس‌گرای علنی در تاریخ مجلس بود که در این سمت انتخاب گردید، همچنین وی به نخستین قانون‌گذار از سن دیگو مبدل شد که به سمت رئیس مجلس راه میابد. وی از ۲۰۰۰ تا ۲۰۰۸ میلادی در شورای شهری سن دیگو، از جمله برای یک دوره به عنوان سرپرست-شهردار سن دیگو در ۲۰۰۵ میلادی، خدمت نمود. وی همچنین برای نه ساعت در ۳۰ ژوئیه ۲۰۱۴ به عنوان سرپرست-فرماندار کالیفرنیا خدمت کرد. در ۲۰۱۸ میلادی، وی با پشت سر گذاشتن کوین دی لیون، به عنوان رئیس موقت مجلس سنای کالیفرنیا انتخاب گردید. با این انتخاب، وی به نخستین زن و نخستین ال‌جی‌بی‌تی آشکار در تاریخ مجلس مبدل شد که مجلس سنای کالیفرنیا را رهبری می‌کند.

## اوایل زندگی و تحصیلات
اتکینز سال‌های اولیه عمر خود را در ماکس میدوز، ویرجینیا گذرانده و زمانی که هفت سال داشت به رونوک نقل مکان نمود. پدر وی کارگر معدن و مادرش خیاط بود؛ وی در خانهٔ بزرگ شد که آب لوله‌کشی شده نداشت. وی در ۱۹۸۴ میلادی از کالج ایموری و هنری فارغ‌التحصیل گردیده و مدرک بی‌ای خود در رشته علوم سیاسی، با تمرکز روی سازماندهی اجتماع، را کسب نمود. با دریافت فلوشیپ دیوید بوهنیت ال‌جی‌بی‌تی‌کیو از مؤسسه رهبری ویکتوری، اتکینز دوره آموزشی مدیران اجرائی ارشد دولت و حکومت محلی در مدرسه حکومت جان اف. کندی در دانشگاه هاروارد را در ۲۰۰۴ میلادی به اتمام رساند. اتکینز در ۱۹۸۵ میلادی به سن دیگو نقل مکان نمود.

## شورای شهری سن دیگو
زمانی که وی برای نخستین بار به سن دیگو آمد، اتکینز به عنوان رئیس خدمات بالینی به کارکنان مرکز بهداشت مراقبت از زنان (Womancare Health Center) پیوست. سپس وی برای چندین سال به عنوان نماینده شورا و به عنوان تحلیلگر سیاست برای عضو شورا کریستین کیهو خدمت کرد. زمانی که کیهو به عنوان عضو مجلس نمایندگان انتخاب گردید، اتکینز در ۷ نوامبر ۲۰۰۰ بجای کیهو به عنوان عضو شورای شهری انتخاب شد. وی، بدون اینکه نیاز به شرکت در انتخابات نوامبر داشته باشد، مجدداً در ماه مارس ۲۰۰۴ به عنوان عضو شورا انتخاب شد.
در آوریل ۲۰۰۵، شهردار دیک مورفی بخاطر انتقادها مبنی بر دست داشتن در مشکلات مالی شهر، از سمت خود کناره‌گیری کرد. عضو شورا مایکل زوکچیت که معاون شهردار بود به عنوان شهردار انتخاب گردید، اما پس از اینکه وی و عضو شورا رالف انزونزا بخاطر معاملات متقلبانه الکترونیکی و تخطی از قانون هابز مجرم شناخته شده شدند، بعد از تنها سه روز از سمت‌های خود استعفا دادند. طی یک رأی‌گیری اضطراری در ۱۹ ژوئیه، اتکینز از سوی پنج عضو دیگر شورا برای مدت یک هفته به‌طور موقت به عنوان شهردار انتخاب گردید. در ۲۵ ژوئیه، آنها انتخاب خود را مجدداً تأیید نموده و اتکینز را به عنوان معاون شهردار انتخاب نمودند تا اینکه جری ساندرز در ۵ دسامبر به عنوان شهردار سوگند وفاداری یاد کرد. اتکینز نخستین شهردار زن همجنس‌گرای علنی سن دیگو بود.
هنگام حضور در شورا، وی از شهر سن دیگو در لیگ شهرها، شعبه سن دیگو و همچنین در هیئت مدیره و کمیته اجرایی سیستم ترانزیت کلان‌شهرها نمایندگی کرد. وی به عنوان عضو کارگروه منطقه‌ای مسکن در انجمن حکومت‌های سن دیگو (SanDAG)، به عنوان عضو جایگزین کمیته حمل و نقل و کمیته منطقه‌ای برنامه‌ریزی و گروه ویژه مشترک بی‌خانمان شهر/شهرستان خدمت کرد. وی از سوی رئیس پیشین مجلس نمایندگان کالیفرنیا، هرب ویسون به عنوان عضو حراست از رودخانه سن دیگو گماشته شده بود که هنوز هم به خدمت در این سمت ادامه می‌دهد. وی در میان اولویت‌های خود موارد ذیل را لیست می‌نماید، مسکن اقتصادی، حقوق کارگران، بازسازی محله‌های شهر و توسعه مجدد محله‌های شهری قدیمی سن دیگو.

## مجالس قانون گذاری ایالت

### مجمع ایالتی
وی در ۱۰ نوامبر ۲۰۱۰ با دریافت ۵۷٫۷٪ آراء به عنوان عضو مجلس نمایندگان انتخاب گردید. وی از حوزه انتخابیه ۷۶ام مجلس نمایندگان نمایندگی کرد. وی در نوامبر ۲۰۱۲ از حوزه انتخابیه ۷۸ام مجلس نمایندگان که مجدداً ناحیه‌بندی شده بود، وارد انتخابات شده و ۶۲٪ آراء را بدست آورد.
در ۲۰۱۲ میلادی، وی لایحه ای‌بی ۱۵۱۲ را معرفی نمود، لایحهٔ که از اعطای حمایت مالی و سایر حقوق همسری به همسرهای سوءاستفاده گر جلوگیری می‌نماید. این لایحه الهام گرفته از پرونده زنی اهل سن دیگو بود که به وی حکم داده شده بود تا فیس حقوقی و حمایت همسری را به شوهر سابقش بپردازد، در حالی که همسر سابق وی بخاطر سوءاستفاده از وی در زندان محبوس بود.
در ۲۰۱۲ میلادی، او رهبر اکثریت مجلس نمایندگان ایالت کالیفرنیا بود؛ در ژانویه ۲۰۱۴، وی از سوی فراکسیون دموکرات‌های مجلس به عنوان رئیس مجلس نمایندگان کالیفرنیا انتخاب گردیده و قرار شد تا وی در اواخر همان سال کار خود را آغاز و جایگزین جان پریز شود، کسی که دوره ریاست وی به پایان رسیده بود. وی نخستین رئیس مجلس نمایندگان بود که از سن دیگو نمایندگی می‌کرد؛ نخستین زن همجنس‌گرا که به این سمت رسیده بود؛ و سومین زنی که رئیس مجلس نمایندگان کالیفرنیا شده بود. اتکینز در نوامبر ۲۰۱۴ توسط فراکسیون دموکرات‌ها مجدداً به عنوان رئیس مجلس انتخاب شد. هنگام خدمت به عنوان رئیس مجلس، وی در راستای نوشتن و به تصویب رساندن تضمین‌نامه ۷٫۵ میلیارد دلاری برای آبرسانی کمک نموده و این تضمین نامه در ۲۰۱۴ از سوی مجلس قانون‌گذاری و رأی‌دهندگان تأیید گردید. اتکینز در ماه مارس ۲۰۱۶ از سمت ریاست مجلس کنار رفت.

### مجلس سنای ایالتی
وی در ۲۰۱۶ میلادی خود را از حوزه انتخابیه ۳۹ام مجلس سنای کالیفرنیا نامزد انتخابات نموده و در نخست متصدی مارتی بلاک که نیز یک دموکرات بود، را در انتخابات مقدماتی به چالش کشید، اما بلاک از نامزد شدن انصراف داد. در انتخابات سراسری، وی با کسب ۶۳٪ آرا جمهوری‌خواه جان رینسیون را شکست داد.
در ۲۰۱۸ میلادی، اتکینز به عنوان رئیس موقت مجلس سنای کالیفرنیا انتخاب شده و جانشین کوین دی لیون شد. با این انتخاب، وی به نخستین زن و نخستین ال‌جی‌بی‌تی آشکار در تاریخ مجلس مبدل شد که مجلس سنای کالیفرنیا را رهبری می‌کند.

#### قوانین مرتبط با مسکن
در می ۲۰۱۹، پس از اینکه رئیس کمیته تخصیص سنا آنتونی پورتانتینو لایحه ۵۰ سنا، لایحه‌ای که اصلاحات گسترده‌ای را برای رفع کمبود مسکن در کالیفرنیا با کاهش کنترل محلی (مانند الزامیت دریافت اجازه ساخت آپارتمان‌های بیشتر در نزدیکی ترانزیت عامه و در اطراف شغل‌های با مزد بالا) پیشنهاد می‌نمود، را در کمیته متوقف نموده و اجازه نمی‌داد تا از کمیته برای رأی‌گیری و بحث وارد مجلس سنا شود، اتکینز در حالیکه قدرت انجام مداخله را داشت اما هیچ مداخله‌ای انجام نداد. طرفداران این لایحه پورتانتینو را متهم نمودند که با اجازه ندادن معرفی لایحه ۵۰ سنا برای بحث و رأی‌گیری به مجلس، از قدرت خود سوءاستفاده می‌نماید. این عمل اتکینز از معرفی مجدد این لایحه برای رأی‌گیری در مجلس توسط قانون‌گذاران در همان سال جلوگیری نمود. بخاطر همین تأخیر، این لایحه تا ۲۰۲۰ میلادی برای رأی‌گیری به مجلس سنا معرفی نگردید.
در ژانویه ۲۰۲۰، زمانی که این لایحه مجدداً معرفی گردید، اتکینز از قدرت پارلمانی خود استفاده نموده و لایحه را از کمیته پورتانتینو خارج کرد. این لایحه برای رأی‌گیری به مجلس سنا معرفی شد، اما در چندین رأی‌گیری در مجلس شکست خورد.

#### قوانین مرتبط با اقلیم
اتکینز بخاطر پذیرفتن کمک‌های مالی از سوی شرکت‌های بزرگ سوخت فسیلی و عدم تصویب یک قانون عمده مرتبط با اقلیم، با انتقادهای مواجه شده‌است. به‌طور خاص، منتقدین اظهار داشتند که وی مخالفین اقدامات اقلیمی را در کمیته‌هایی گماشته‌است که می‌توانستند تأثیر بسزای روی قوانین مرتبط با اقلیم داشته باشند.

## زندگی شخصی
اتکینز یکی از هشت عضو فراکسیون ال‌جی‌بی‌تی مجلس نمایندگان کالیفرنیا است. وی با همسر خود جنیفر لی‌سار در محله ساوت پارک زندگی می‌کند.